# Sterculia mirabilis
Sterculia mirabilis là một loài thực vật có hoa trong họ Cẩm quỳ. Loài này được (A. Chev.) Roberty miêu tả khoa học đầu tiên năm 1953.